# A Society
A Society är en svensk dramafilm från 2012 i regi av Jens Assur och med manus av Assur och Niklas Rådström. I rollerna ses bland andra Lamine Dieng, Patric Ndjore, Amanda Kanange och Dani Kouyaté.

## Handling
Elva namnlösa främlingar befinner sig i ett slutet utrymme. Två är kineser och nio afrikaner och tillsammans upprättar de en tillfällig fungerande gemenskap.

## Rollista
- Lamine Dieng – far	h
- Patric Ndjore – Omega
- Amanda Kanange – dotter
- Idrissa Diop – son
- Dani Kouyaté

## Om filmen
A Society producerades av Assur och fotades av Marek Septimus Wieser. Den klipptes av Philip Bergström och premiärvisades 12 november 2012 på Stockholms filmfestival. 2013 visades den av Sveriges Television.
Filmen belönades 2013 med pris för bästa internationella kortfilm vid International Shorts Award i Kosovo och kritikerpriset vid Busan Short Film Festival i Sydkorea.